# Bluff (meteoryt)
Bluff – meteoryt kamienny należący do chondrytów oliwinowo-hiperstenowych typu L5, znajdowany na terenie stanu Teksas w USA. Pierwszy okaz znaleziono w 1878 roku i ważył 145 kg. W 1896 roku znaleziono fragment o masie 7,7 kg. Trzeci fragment o masie 13,5 kg znaleziono w 1917 roku, a w 1995 uznano, że należy on do odrębnego spadku i zakwalifikowany został do typu L4. Wprowadzono więc dodatkowe oznaczenia w celu identyfikacji meteorytów z różnych spadków. Do nazwy meteorytów z lat 1886 i 1896 dodano literę (a), a z 1917 literę (b).
W Polsce meteoryt Bluff można oglądać w Zakładzie Geologii Dynamicznej Instytutu Nauk Geologicznych PAN w Krakowie.